# Sedačková lanovka Štrbské pleso – Mostíky
Sedačková lanovka Štrbské pleso – Mostíky je lanovka ve Vysokých Tatrách v okrese Poprad. Jedná se o osobní visutou jednolanovou dráhu oběžného systému s pevným uchycením třímístných sedaček. Výstavba probíhala od srpna do prosince 1993 a uvedena do provozu byla před začátkem lyžařské sezóny 23. prosince 1993.

## Provozní parametry
Dolní stanice se nachází v areálu osady Štrbské Pleso v nadmořské výšce 1381 m nad vlastním jezerem Štrbské pleso v blízkosti dolní stanice sedačkové lanovky na Solisko. Horní stanice se nachází u horního konce skokanských můstků v nadmořské výšce 1463 m ve vzdálenosti 50 m od  modré turistické značky od Štrbského plesa na Chatu pod Soliskom. Celkové převýšení činí 81,5 m a vodorovná délka 348 m. Jízda trvá 2:19 minuty.